# Great Sampford
Great Sampford és una localitat situada al comtat d'Essex, a Anglaterra (Regne Unit), amb una població estimada a mitjan 2016 de 649 habitants.
Està situada al sud-est de la regió Est d'Anglaterra, al nord-est de Londres, i a poca distància de la ciutat de Chelmsford —la capital del comtat— i de la costa de la mar del Nord.